# Orthocentrus daucus
Orthocentrus daucus är en stekelart som beskrevs av Ian D. Gauld 1984. Orthocentrus daucus ingår i släktet Orthocentrus och familjen brokparasitsteklar. Inga underarter finns listade i Catalogue of Life.